# Sphegigaster permagna
Sphegigaster permagna är en stekelart som beskrevs av Graham 1984. Sphegigaster permagna ingår i släktet Sphegigaster och familjen puppglanssteklar. Inga underarter finns listade i Catalogue of Life.